# Frieda Brepoels
Frederika Marie Joseph (Frieda) Brepoels (Mopertingen, 7 maggio 1955) è una politica belga fiamminga, membro della Nuova Alleanza Fiamminga. Ex sindaco di Bilzen e eurodeputata.

## Biografia

### Formazione
Brepoels è un architetto professionista, avendo studiato architettura ad Hasselt.

### Carriera politica
Brepoels ha iniziato la carriera politica nell'Unione popolare (Volksunie, VU). A 27 anni è diventata consigliere comunale a Bilzen nel 1982. Dal 1985 al 1987 è stata consigliera provinciale del Limburgo.
Dal 1987 al 2003 è stata membro della Camera dei rappresentanti, ad eccezione del periodo 1991-1999, quando è stata deputata nell'esecutivo provinciale del Limburgo.

#### Europarlamentare
Nel 2004 è diventata membro del Parlamento europeo come sostituta di Geert Bourgeois, che non ha preso il suo posto. Al Parlamento europeo, ha partecipato alla Commissione per l'ambiente, la sanità pubblica e la sicurezza alimentare e ha sostituito la Commissione per le libertà civili, la giustizia e gli affari interni, membro della Delegazione presso l'UE-Armenia, l'UE-Azerbaigian e le Commissioni di cooperazione parlamentare UE-Georgia e una sostituta della Delegazione per le relazioni con i paesi della Comunità andina.

#### Sindaco di Bilzen
Dal 1º gennaio 2013, a seguito delle elezioni locali dell'ottobre 2012, è sindaco di Bilzen. Mark Demesmaeker gli è subentrato al Parlamento europeo.
È stata candidata alla Camera dei rappresentanti alle elezioni del 2014, ma non è stata eletta.
Nelle elezioni municipali dell'ottobre 2018 a Bilzen, il partito della Brepoels ha subito una sconfitta ed è stata costretta a consegnare la fascia di sindaco a Bruno Steegen. Ma  Johan Sauwens, leader del partito di Trots op Bilzen, ha contestato i risultati delle elezioni municipali dell'ottobre 2018 a causa di irregolarità nel conteggio dei voti.  Tale denuncia è stata dichiarata fondata alla fine di aprile 2019, i risultati delle elezioni del 2018 sono stati annullati e le nuove elezioni si sono tenute il 16 giugno 2019.. Di conseguenza, Frieda Brepoels è tornata a essere sindaco di Bilzen.  Ha continuato a farlo fino all'inizio di agosto 2019, quando si è insediato il nuovo consiglio comunale.  Alle elezioni comunali del 16 giugno 2019, la Brepoels è stata rieletta consigliere comunale e ha deciso di restare in consiglio nonostante la sua precedente decisione di abbandonare la politica.